# Grande Prêmio do Catar de 2007 (Superbike)
O Grande Prêmio do Catar de 2007 de Superbike foi o GP de abertura da temporada de 2007 da World Superbike. Aconteceu no final de semana de 22-24 de fevereiro de 2007 nos 5,38 km do Circuito Internacional de Lusail no Catar.

## Classificação da corrida 1 de Superbike
| Pos | Piloto            | Moto                | Tempo     | Voltas | Pontos |
| --- | ----------------- | ------------------- | --------- | ------ | ------ |
| 1   | Max Biaggi        | Suzuki GSX-R1000 K7 | 36'10.115 | 18     | 25     |
| 2   | James Toseland    | Honda CBR1000RR     | 36'11.598 | 18     | 20     |
| 3   | Lorenzo Lanzi     | Ducati 999 F07      | 36'24.021 | 18     | 16     |
| 4   | Yukio Kagayama    | Suzuki GSX-R1000 K7 | 36'24.934 | 18     | 13     |
| 5   | Troy Bayliss      | Ducati 999 F07      | 36'27.420 | 18     | 11     |
| 6   | Max Neukirchner   | Suzuki GSX-R1000 K6 | 36'35.046 | 18     | 10     |
| 7   | Roberto Rolfo     | Honda CBR1000RR     | 36'35.280 | 18     | 9      |
| 8   | Noriyuki Haga     | Yamaha YZF-R1       | 36'37.435 | 18     | 8      |
| 9   | Troy Corser       | Yamaha YZF-R1       | 36'41.352 | 18     | 7      |
| 10  | Ruben Xaus        | Ducati 999 F06      | 36'41.784 | 18     | 6      |
| 11  | Steve Martin      | Honda CBR1000RR     | 36'52.470 | 18     | 5      |
| 12  | Shinichi Nakatomi | Yamaha YZF-R1       | 36'56.960 | 18     | 4      |
| 13  | Alessandro Polita | Suzuki GSX-R1000 K6 | 37'09.322 | 18     | 3      |
| 14  | Jakub Smrž        | Ducati 999 F05      | 37'10.411 | 18     | 2      |
| 15  | Dean Ellison      | Ducati 999RS        | 37'31.158 | 18     | 1      |
| 16  | Christian Zaiser  | MV Agusta F4 1000R  | 37'54.421 | 18     |        |
| 17  | Mashel Al Naimi   | Kawasaki ZX-10R     | 36'57.911 | 17     |        |
| 18  | Regis Laconi      | Kawasaki ZX-10R     | Ret       |        |        |
| 19  | Fonsi Nieto       | Kawasaki ZX-10R     | Ret       |        |        |
| 20  | Joshua Brookes    | Honda CBR1000RR     | Ret       |        |        |
| 21  | Jiri Drazdak      | Yamaha YZF-R1       | Ret       |        |        |
| 22  | Karl Muggeridge   | Honda CBR1000RR     | Ret       |        |        |
| 23  | Michel Fabrizio   | Honda CBR1000RR     | Ret       |        |        |

## Classificação da corrida 2 de Superbike
| Pos | Piloto            | Moto                | Tempo     | Voltas | Pontos |
| --- | ----------------- | ------------------- | --------- | ------ | ------ |
| 1   | James Toseland    | Honda CBR1000RR     | 36'09.433 | 18     | 25     |
| 2   | Max Biaggi        | Suzuki GSX-R1000 K7 | 36'10.171 | 18     | 20     |
| 3   | Troy Corser       | Yamaha YZF-R1       | 36'16.819 | 18     | 16     |
| 4   | Noriyuki Haga     | Yamaha YZF-R1       | 36'24.417 | 18     | 13     |
| 5   | Fonsi Nieto       | Kawasaki ZX-10R     | 36'24.466 | 18     | 11     |
| 6   | Yukio Kagayama    | Suzuki GSX-R1000 K7 | 36'25.344 | 18     | 10     |
| 7   | Lorenzo Lanzi     | Ducati 999 F07      | 36'26.097 | 18     | 9      |
| 8   | Troy Bayliss      | Ducati 999 F07      | 36'32.682 | 18     | 8      |
| 9   | Ruben Xaus        | Ducati 999 F06      | 36'33.715 | 18     | 7      |
| 10  | Max Neukirchner   | Suzuki GSX-R1000 K6 | 36'42.913 | 18     | 6      |
| 11  | Regis Laconi      | Kawasaki ZX-10R     | 36'43.437 | 18     | 5      |
| 12  | Michel Fabrizio   | Honda CBR1000RR     | 36'46.730 | 18     | 4      |
| 13  | Joshua Brookes    | Honda CBR1000RR     | 36'51.497 | 18     | 3      |
| 14  | Karl Muggeridge   | Honda CBR1000RR     | 36'51.792 | 18     | 2      |
| 15  | Alessandro Polita | Suzuki GSX-R1000 K6 | 36'55.639 | 18     | 1      |
| 16  | Jakub Smrz        | Ducati 999 F05      | 36'55.900 | 18     |        |
| 17  | Shinichi Nakatomi | Yamaha YZF-R1       | 37'00.733 | 18     |        |
| 18  | Steve Martin      | Honda CBR1000RR     | 37'12.844 | 18     |        |
| 19  | Dean Ellison      | Ducati 999RS        | 37'52.148 | 18     |        |
| 20  | Mashel Al Naimi   | Kawasaki ZX-10R     | 37'35.028 | 17     |        |
| 21  | Jiri Drazdak      | Yamaha YZF-R1       | Ret       |        |        |
| 22  | Roberto Rolfo     | Honda CBR1000RR     | Ret       |        |        |
| 23  | Christian Zaiser  | MV Agusta F4 1000R  | Ret       |        |        |

## Classificação Supersport
| Pos | Piloto                | Moto            | Tempo     | Voltas | Pontos |
| --- | --------------------- | --------------- | --------- | ------ | ------ |
| 1   | Kenan Sofuoglu        | Honda CBR600RR  | 37'22.452 | 18     | 25     |
| 2   | Kevin Curtain         | Yamaha YZF-R6   | 37'25.865 | 18     | 20     |
| 3   | Katsuaki Fujiwara     | Honda CBR600RR  | 37'28.680 | 18     | 16     |
| 4   | Fabien Foret          | Kawasaki ZX-6R  | 37'36.211 | 18     | 13     |
| 5   | Pere Riba             | Kawasaki ZX-6R  | 37'36.309 | 18     | 11     |
| 6   | Robbin Harms          | Honda CBR600RR  | 37'36.986 | 18     | 10     |
| 7   | Massimo Roccoli       | Yamaha YZF-R6   | 37'41.102 | 18     | 9      |
| 8   | Gianluca Nannelli     | Ducati 749R     | 37'41.227 | 18     | 8      |
| 9   | Barry Veneman         | Suzuki GSX-R600 | 37'41.743 | 18     | 7      |
| 10  | Vesa Kallio           | Suzuki GSX-R600 | 37'43.047 | 18     | 6      |
| 11  | Javier Fores          | Honda CBR600RR  | 37'43.269 | 18     | 5      |
| 12  | Craig Jones           | Honda CBR600RR  | 37'44.850 | 18     | 4      |
| 13  | Lorenzo Alfonsi       | Honda CBR600RR  | 37'49.355 | 18     | 3      |
| 14  | David Salom           | Yamaha YZF-R6   | 37'51.020 | 18     | 2      |
| 15  | Gianluca Vizziello    | Yamaha YZF-R6   | 37'56.968 | 18     | 1      |
| 16  | Vladimir Ivanov       | Yamaha YZF-R6   | 37'59.421 | 18     |        |
| 17  | Chris Peris           | Yamaha YZF-R6   | 38'06.083 | 18     |        |
| 18  | Tatu Lauslehto        | Honda CBR600RR  | 38'19.851 | 18     |        |
| 19  | Miguel Praia          | Honda CBR600RR  | 38'30.941 | 18     |        |
| 20  | Davide Giugliano      | Kawasaki ZX-6R  | 38'30.970 | 18     |        |
| 21  | Gergo Talmacsi        | Yamaha YZF-R6   | 38'31.140 | 18     |        |
| 22  | Jesco Gunther         | Honda CBR600RR  | 38'37.998 | 18     |        |
| 23  | David Checa           | Yamaha YZF-R6   | 38'48.388 | 18     |        |
| 24  | Nikola Milovanovic    | Honda CBR600RR  | 38'52.403 | 18     |        |
| 25  | Julien Enjolras       | Yamaha YZF-R6   | ret       |        |        |
| 26  | Gilles Boccolini      | Kawasaki ZX-6R  | ret       |        |        |
| 27  | Sébastien Charpentier | Honda CBR600RR  | ret       |        |        |
| 28  | Joan Lascorz          | Honda CBR600RR  | ret       |        |        |
| 29  | Sebastien Gimbert     | Yamaha YZF-R6   | ret       |        |        |
| 30  | Yoann Tiberio         | Honda CBR600RR  | ret       |        |        |
| 31  | Simone Sanna          | Honda CBR600RR  | ret       |        |        |
| 32  | Yves Polzer           | Ducati 749R     | ret       |        |        |
| 33  | Broc Parkes           | Yamaha YZF-R6   | ret       |        |        |
| 34  | Gregory Leblanc       | Honda CBR600RR  | ret       |        |        |
| 35  | William De Angelis    | Honda CBR600RR  | ret       |        |        |
| 36  | David Forner          | Yamaha YZF-R6   | ret       |        |        |